# 츄츄
《츄츄》(ChuChu)는 쇼가쿠칸에서 발행했던 일본의 소녀 만화 잡지이다. 대상 연령은 10대 초반(11세에서 14세)의 여성이다. 2005년 12월에 《챠오》에서 분리되었으며, 2009년 12월 28일에 발행된 2010년 2월호를 끝으로 휴간되었다.

## 같이 보기
- 챠오